# ヨハネス9世 (ローマ教皇)
ヨハネス9世（Ioannes IX、? - 900年1月）は、ローマ教皇（在位：898年 - 900年）。教会慣用名はヨハネ。

## 人物略歴
イタリアのティヴォリ生まれ。教皇登位は898年1月であった。900年1月に没した。